# Frontière entre le Maryland et la Pennsylvanie

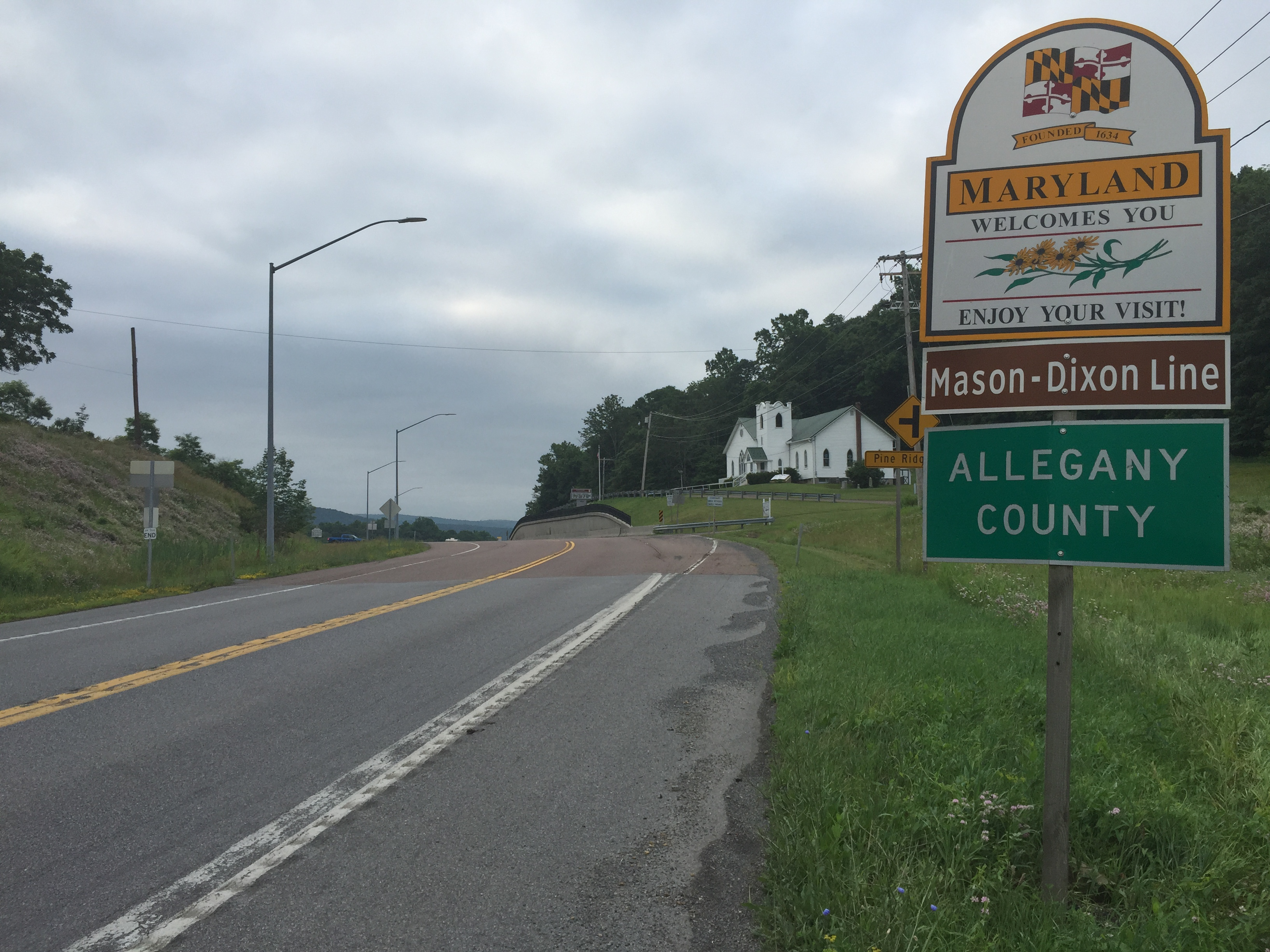
Entrée au Maryland depuis la Pennsylvanie.

La frontière entre le Maryland et la Pennsylvanie est une frontière intérieure des États-Unis délimitant les territoires du Maryland à l'ouest et le Pennsylvanie à l'est.
Son tracé est constitué par la partie septentrionale de la ligne Mason-Dixon établie entre 1763 et 1767, le long du parallèle 39° 43′ 20″ de latitude nord sur cette section, entre le méridien 79° 28′ 35″ de longitude ouest et les abords de la Twelve-Mile Circle dont la pointe occidentale est à 1,3 km de l'extrémité est de la frontière.